# 崔亚东
崔亚东（1954年12月—），男，河北蠡县人，中华人民共和国政治人物。中共中央党校在职大学学历，副总警监警衔。中国人民警官大学二系干部专修科汉语言文学专业毕业，安徽大学经济学专业在职研究生学历。

## 生平
1969年12月参加工作，1972年8月加入中国共产党。历任安徽省合肥市公安局副处长、副局长、局长；安徽省公安厅副厅长、厅长等职。2006年11月调任中共贵州省委常委，12月兼任省委政法委书记，省公安厅厅长。2013年4月任上海市高级人民法院代理院长，並於2014年1月升任為院長。
2012年杨金柱律师为“黎庆洪案”申诉接连发声提到，中共中央政法委书记周永康在庭审没有举证质证和辩论之前仅听取贵州省政法委书记崔亚东的一面之词即定黎庆洪构成涉及组织领导黑社会性质组织罪，违背了宪法和法律的基本原则。周泽律师在敦促崔亚东引咎辞职书中提到崔亚东违反刑事诉讼法制造了黎庆洪冤案。
2013年8月2日上海市高级人民法院五名法官集体召妓被曝光，崔亚东发表法官嫖娼事件给“境内外敌对势力攻击党和政府、攻击社会主义司法制度、攻击上海的党政干部提供了可乘之机”的言论引起哗然和关注。8月16日，崔亚东被贵州省公安厅70名职工实名举报，举报内容包括对开发商进行重大利益输送、贵州省公安厅每年招待费2000多万元几年累计共达1亿多元大部分用于招待包括送给崔亚东家属及关系人、每年拿走6吨茅台酒、侦办原贵州省公安厅治安总队长华洁民一案时受贿渎职等多项不法行为。目前崔亚东并未对该举报予以否认，而有关监察机关也没有发布介入调查的消息。